# زاله (رود)
ساله یا سال رودی است در آلمان که به البه می‌ریزد. از شمال شرق باواریا  سرچشمه می‌گیرد و طولش حدود ۴۲۷ کیلومتر است.